# Тюньга

Тюньга — река в России, протекает в Шарангском и Воскресенском районах Нижегородской области. Устье реки находится в 43 км по левому берегу реки Юронга. Длина реки составляет 16 км, площадь водосборного бассейна 43,8 км².
Исток реки находится в заболоченном лесу в 35 км к юго-западу от посёлка Шаранга. Река течёт на запад и юго-запад по заболоченному лесу. В среднем течении на берегах деревни Большая Юронга и Изъянка. Впадает в Юронгу ниже деревни Большое Поле близ границы с Республикой Марий Эл.

## Данные водного реестра
По данным государственного водного реестра России относится к Верхневолжскому бассейновому округу, водохозяйственный участок реки — Ветлуга от города Ветлуга и до устья, речной подбассейн реки — Волга от впадения Оки до Куйбышевского водохранилища (без бассейна Суры). Речной бассейн реки — (Верхняя) Волга до Куйбышевского водохранилища (без бассейна Оки).
По данным геоинформационной системы водохозяйственного районирования территории РФ, подготовленной Федеральным агентством водных ресурсов:
- Код водного объекта в государственном водном реестре — 08010400212110000043656
- Код по гидрологической изученности (ГИ) — 110004365
- Код бассейна — 08.01.04.002
- Номер тома по ГИ — 10
- Выпуск по ГИ — 0